# Arnaud Destatte
Arnaud Destatte (Bélgica, 26 de julio de 1988) es un atleta belga, especialista en la prueba de 4x400 m, con la que llegó a ser medallista de bronce europeo en 2010.

## Carrera deportiva
En el Campeonato Europeo de Atletismo de 2010 ganó la medalla de bronce en el relevo 4x400 metros, tras Rusia y Reino Unido, siendo sus compañeros de equipo: Kevin Borlée, Cédric Van Branteghem y Jonathan Borlée.